# Tomasz Solecki

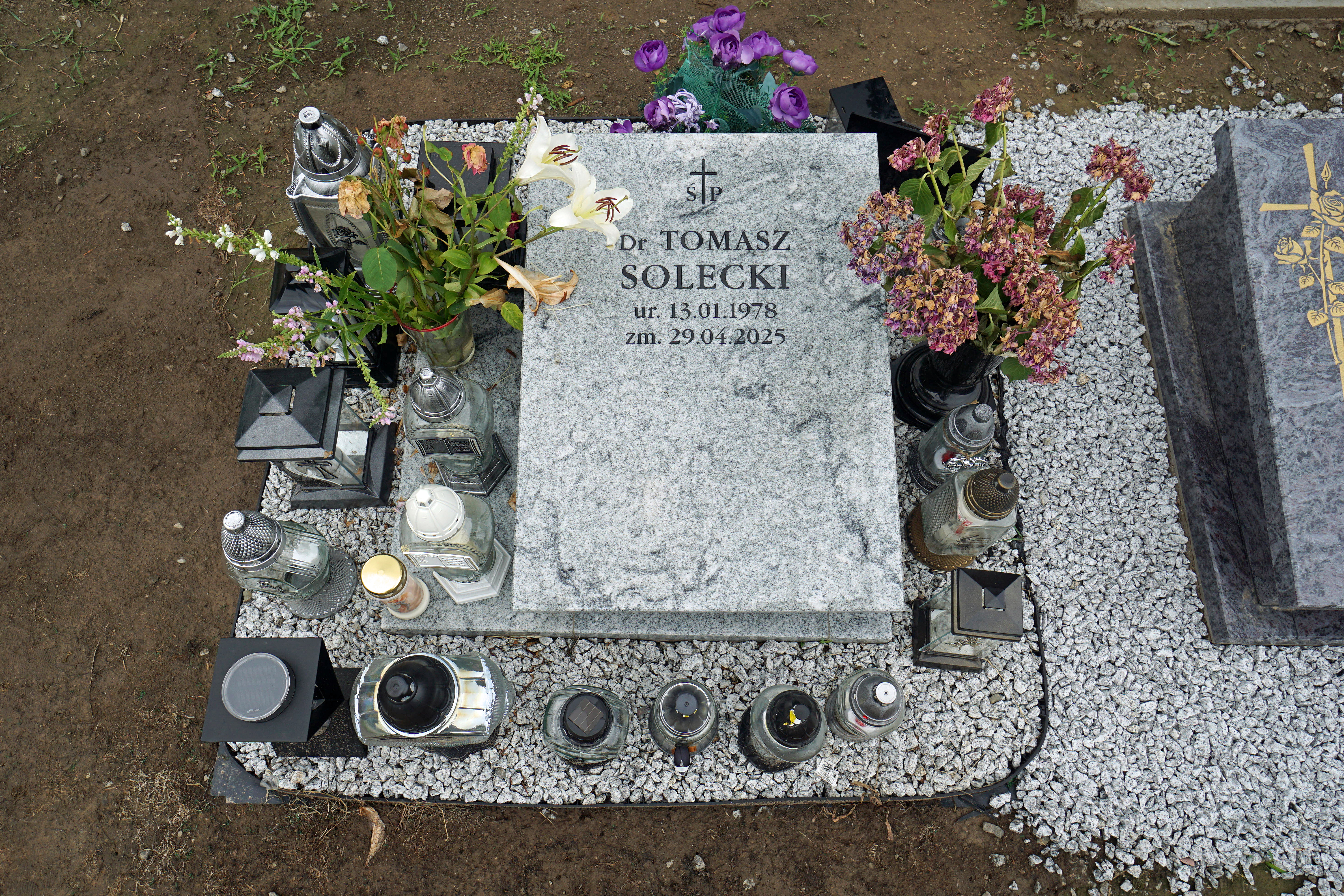
Grób Tomasza Soleckiego na cmentarzu Prądnik Czerwony (2025)

Tomasz Gerard Solecki (ur. 13 stycznia 1978 w Rzeszowie, zm. 29 kwietnia 2025 w Krakowie) – polski lekarz, specjalista w zakresie ortopedii i traumatologii.

## Życiorys
W 1997 ukończył I Liceum Ogólnokształcące im. ks. Stanisława Konarskiego w Rzeszowie, a w 2003 Collegium Medicum Uniwersytetu Jagiellońskiego. W latach 2004–2011 był asystentem i wykładowcą na Uniwersytecie Jagiellońskim, związanym z Wydziałem Nauk o Zdrowiu, Instytutem Fizjoterapii oraz Kliniką Ortopedii i Traumatologii Narządu Ruchu. Rozpoczął pracę w Szpitalu Uniwersyteckim w Krakowie, był również współzałożycielem krakowskiego Centrum Medycznego Ortotop.
Specjalizował się w chirurgii rekonstrukcyjnej ręki i stopy. Zajmował się również diagnostyką ultrasonograficzną, a do jego zainteresowań należała medycyna sportowa. Był członkiem Polskiego Towarzystwa Ortopedycznego i Traumatologicznego oraz Polskiego Towarzystwa Chirurgii Ręki.

### Śmierć i pogrzeb
29 kwietnia 2025 do gabinetu ortopedy wtargnął mężczyzna i zadał mu kilkanaście ciosów nożem, w wyniku czego lekarz zmarł. Zarzut zabójstwa Tomasza Soleckiego postawiono 35-letniemu Jarosławowi W., funkcjonariuszowi Służby Więziennej.
Tomasz Solecki został pochowany 7 maja 2025 na cmentarzu Prądnik Czerwony (kwatera CCLXXVIII, rząd VII, miejsce 19). Pogrzeb odbył się według ceremoniału państwowego z asystą wojskową.

## Życie prywatne
Był żonaty, miał syna. Od 2016 mieszkał w gminie Kocmyrzów-Luborzyca.

## Odznaczenia
- Krzyż Kawalerski Orderu Odrodzenia Polski (pośmiertnie, 2025)[4][1]
- Odznaka honorowa „Za zasługi dla ochrony zdrowia” (pośmiertnie, 2025)[4]
- Odznaka „Honoris Gratia” (pośmiertnie, 2025)[4]